# Цві Мазе
Цві Мазе (нар. 1946) — ізраїльський астрофізик і почесний професор школи фізики та астрономії Тель-Авівського університету.

## Біографія
Народився в Єрусалимі та виріс у мошаві Хамад. У 1979—1967 роках навчався в Єврейському університеті в Єрусалимі, де отримав ступінь доктора фізики, захистивши дисертацію про потрійні зоряні системи. Відтоді він є викладачем Тель-Авівського університету. Він навчався в Університеті Каліфорнії в Берклі та був запрошеним дослідником у Гарвардському університеті, Національному музеї авіації і космонавтики у Вашингтоні, Женевській обсерваторії, Амстердамському та Оксфордському університетах. Він працював директором обсерваторії Тель-Авівського університету та керівником кафедри астрономії та астрофізики.
Професор Мазе був одним із перших, хто почав шукати планети за межами Сонячної системи, а також брав участь у відкритті невидимого супутника зорі HD 114762, який став одним з перших кандидатів на роль такої планети. Відтоді він досліджує позасонячні планети за допомогою спостережень із землі та космосу, будучи членом команди європейських космічних місій CoRoT і Gaia та американської місії Кеплер.
Мазе також досліджує чорні діри в подвійних системах. Він був членом міжнародної групи астрономів, якій вдалося виміряти масу чорної діри, яка рухається навколо свого партнера в сусідній галактиці M33 приблизно в 3 мільйонах світлових років від Землі. За результатами вимірювань, M33 X-7 стала найважчою відомою чорною дірою в подвійній системі.
На початку 2020-х років Мазе брав участь у відкритті двох чорних дір Gaia BH1 і Gaia BH2, найближчих до Землі, першої на відстані близько 1500, а другої близько 4000 світлових років.
Мазе має дочку та чотирьох синів — Мареву, Хагая, Йоава, Ханана та Іцика.

## Про релігію і науку
Цві Мазе — ліберальний релігійний єврей, член правління руху «Натівот Шалом» і активний член партії Мімд.
На думку Мазе, історія створення світу в книзі Буття не відповідає тому, що ми знаємо з астрономічної точки зору сьогодні, а також не відповідає теорії Великого вибуху.
Дійсність Тори, на думку Мазе, слідуючи за Йешаяху Лейбовичем, випливає не з її власної святості, а радше зі святості, яку їй надали мудреці. На його думку, саме мудреці визначили стиль і форму юдаїзму, визначили, які тексти стануть канонічними і увійдуть до Священного Писання, які заповіді будуть освячені, а які будуть скасовані.

## Нагороди та визнання
- Премія Вейцмана від муніципалітету Тель-Авів-Яффо, 2009
- Премія Лекара від Центру астрофізики Гарвардського університету та Смітсонівського інституту, 2015
- Почесний член Ізраїльського фізичного товариства, 2020

## Книги
- Дарішет Шалом, проповіді Тори в дусі миру та справедливості. Редактори: Пінхас Лазер і Цві Мазе, 2010, Yedioth Books
- Вступ до спеціальної теорії відносності, 2006, Paradox Publishing
- Про обертання небесних сфер : Reincarnation of the Copernican Revolution, 2021, Y.L. Magnes Books Publishing House, ISBN 9789657790229